# 문화읽기
신성원의 문화읽기는 KBS 1라디오에서 방송했던 문화 정보 프로그램이다.
진행자는 신성원 아나운서이며, 방송시간은 매일 밤 10시 10분부터 밤 10시 58분까지이다.